# برنامه شاخص مهارت زبان انگلیسی کانادایی
برنامه شاخص مهارت زبان انگلیسی کانادایی (به انگلیسی: Canadian English Language Proficiency Index Program) یا سلپیپ (به انگلیسی: CELPIP)، یک ابزار ارزیابی زبان انگلیسی است که توانایی‌های شنیداری، خواندن، نوشتن و گفتار را مورد آزمایش قرار می‌دهد. این آزمون توسط پاراگون تستینگ اینتر پرایزز برگزار می‌گردد. این مؤسسه یکی از زیرمجموعه‌های دانشگاه بریتیش کلمبیا است. پاراگون، تنها شرکت کانادایی است که آزمون انگلیسی مهاجرت، پناهندگی و شهروندی کانادا را برگزار می‌کند. سلپیپ در دو نسخه سلپیپ جنرال و سلپیپ جنرال ال‌اس اعطا می‌گردد. تفاوت اصلی آزمون سلپیپ با دیگر ازمونهای بین‌المللی همانند ایلتس و تافل در نحوه برگزاری و همچنین ساختار امتحان می یاشد. تفاوت دیگر که در این آزمون وجود دارد تعداد مرکز محدود این آزمون نسبت به دیگر آزمونهاست.